# Los Cabos Open 2025
Los Cabos Open 2025 (cunoscut și sub numele de Mifel Tennis Open by Telcel Oppo din motive de sponsorizare) a fost un turneu de tenis ATP care s-a jucat pe terenuri cu suprafață dură, în aer liber. A fost cea de-a 9-a ediție a turneului și a făcut parte din seria ATP 250 din cadrul Circuitului ATP 2025. A avut loc la Los Cabos, Mexic, între 14 și 19 iulie 2025.

## Campioni

### Simplu
Pentru mai multe informații consultați Los Cabos Open 2025 – Simplu

### Dublu
Pentru mai multe informații consultați Los Cabos Open 2025 – Dublu

## Puncte și premii în bani

### Distribuția punctelor
| Probă  | C   | F   | SF  | QF | Runda 2 | Runda 1 | Q   | Q2  | Q1  |
| Simplu | 250 | 165 | 100 | 50 | 25      | 0       | 12  | 7   | 0   |
| Dublu  | 250 | 150 | 90  | 45 | N/A     | 0       | N/A | N/A | N/A |

### Premii în bani
| Probă  | Câștigător | Finalist | Semifinalist | Sfertfinalist | Runda 2  | Runda 1 | Q2      | Q1      |
| Simplu | 135.325 $  | 78.965 $ | 46.420 $     | 26.895 $      | 15.615 $ | 9.545 $ | 4.775 $ | 2.605 $ |
| Dublu* | 47.080 $   | 25.290 $ | 14.800 $     | 8.210 $       | 4.840 $  | N/A     | N/A     | N/A     |

*per echipă